# کاراپت تی.کی. گیراگوسیان
کاراپت تی.کی. گیراگوسیان ( انگلیسی: Garabed T. K. Giragossian؛ سده‌های ۱۹ و ۲۰ میلادی) مخترع ارمنی‌تبار اهل ایالات متحده آمریکا است که به خاطر توسعه دستگاه حرکت دائمی، اندکی پس از آغاز سده بیستم به یادآورده می‌شود.

## زندگی‌نامه
وی در سال ۱۸۹۱ به ایالات متحده آمریکا مهاجرت نمود. وی در بوستون زندگی می‌کرد. 